# Мала сирена (филм из 1989)
Мала сирена (енгл. The Little Mermaid) је амерички анимирани филм компаније Волт Дизни из 1989. године снимљен по мотивима из књиге „Мала сирена” аутора Ханса Кристијана Андерсена.
Филм је био 28. Дизнијев дугометражни филм. Појавио се у биоскопима 17. новембра 1989. године са веома позитивним критикама и зарађујући преко 84 милиона америчких долара у првој недељи изласка, и преко 211 милиона америчких долара до сада.
Након великог успеха, одлучено је да ће филм имати наставак под називом Мала сирена II: Повратак у море. Након њега направљен је и трећи филм, чија се радња дешава пре првог филма и зове се Мала сирена: Аријелин почетак. Такође је издана и цртана серија Мала сирена. У мају 2016. године, Дизни је најавио да је играни филм тренутно у производњи.

## Радња
Дубоко испод мора, краљ Тритон, владар океана, се спустио у арену како би уживао у концерту који је припремио његова слуга, рак Себастијан, и у ком наступају све његове кћерке. Концерт је почео, али се краљева најмлађа кћерка, шеснаестогодишња Аријел, не појављује и тако је уништила читаву представу. Аријел је за то време била са својим пријатељем, рибом Иверком, заједно истражујући потонули брод, сакупљајући предмете које људи користе. Када дођу у средњи део брода, напада их морски пас, Аријел и Иверко су бежали колико год су могли и на крају су успели.
Затим су Аријел и Иверко отишли код свог дугогодишњег пријатеља, Галеба, који је, по Аријел, знао све о људима и њиховом свету. Аријел му је показала виљушку коју је пронашла на броду и питала Галеба чему она служи. Галеб је мислио да је то чешаљ за косу и показао Аријел како се њиме управља. У то време, Аријел се сети концерта на ком је требало да буде, када оде тамо види да се концерт завршио јер се она није појавила. Отишла је до свог оца како би се извинила али ју је он казнио, када је она отишла, краљ Тритон је задужио свог слугу, Себастијана, да пази на Аријел без њеног знања. Разочаран Себастијан због краљевог наређења, креће до Аријелине собе. 
Касније те ноћи, Аријел иде ка врху океана и тамо види брод на ком је плесао прелеп момак који се звао Ерик. Аријел се заљубила у њега чим га је угледала. После неког времена, појавила се велика олуја и гром је уништио брод. Након што је Аријел видела принца Ерика како полако умире у води она га односи на копно. Када га је тамо однела певала му је песму, коју је он слушао након што се пробудио. Аријел је брзо побегла како не би он видео да је она сирена.
Након што је Себастијан угледао да се Аријел чудно понаша, она сазнаје да се она заљубила у човека што брзо преноси краљу Тритону. Тритон је постао јако бесан након тога и одлучује да уништи све људске предмете које је Аријел чувала. Сломљеног срца, Аријел бежи од куће и сусреће се са злом вештицом, Урсулом. Након што је Аријел испричала Урсули своје проблеме, Урсула одлучује да то искористи и предлаже Аријел да јој да ноге уместо репа а Аријел ће за узврат дати свој глас. Такође јој је дала три дана, и уколико се за то време принц Ерик не заљуби у њу, Урсула ће задржати њен глас заувек и Аријел ће бити њена слушкиња. Аријел, много заљубљена у принца, одлучује да прихвати све што је Урсула предложила. Када се сутрадан Аријел сусреће са Ериком она крене да му прича све о себи, али се ништа није чуло јер је заборавила да је изгубила глас. Аријел се труди свом снагом да се допадне принцу, у чему јој њени пријатељи из мора помажу. Након што Урсула примети да ће се принц заљубити у Аријел, она се прерушава у прелепу девојку и користи Аријелин глас и пева песму коју је Аријел певала принцу када га је спасила. 
Након што принц чује тај глас, он одмах помисли да је она девојка која га је спасила и одлучује да се венча са њом. Аријел је схватила да је та девојка заправо Урсула и да покушава да је превари, и то говори својим пријатељима Иверку и Галебу. Они заједно успевају да докажу да је то Урсула и Аријел се враћа њен глас. Али пошто је прошло три дана, Урсула одводи Аријел краљу Тритону и предлаже му да ће му је вратити али да заузврат жели да постане владарка океана. Краљ Тритон, из љубави према кћерки, то прихвата. Након што предаје свој трозубац Урсули, она напада Аријел и створи снажан водени вртлог који је са дна мора подигао све бродове. Ерик се успео укрцати на један брод и залети се са њим у њу и прободе је. Смртно рањена Урсула нестаје под таласима океана, а трозубац враћа њене зачаране слуге и Тритона у првобитни облик.
Тритон схвата да је љубав између Аријел и Ерика огромна и даје Аријел ноге како би живела са принцом Ериком. Након венчања на броду на ком је била и Аријелина породица, Ерик и Аријел одлазе у његов замак и опраштају се са пријатељима и породицом из океана.

## Улоге
| Улога       | глас Глумац             | Српски глас                                        |
| ----------- | ----------------------- | -------------------------------------------------- |
| Аријел      | Џоди Бенсон             | Ирина Арсенијевић                                  |
| Принц Ерик  | Кристофер Данијел Барнс | Марко Јанкетић                                     |
| Урсула      | Пат Керол               | Злата Нуманагић (говор) Оливера Павићевић (певање) |
| Себастијан  | Самјуел Е. Рајт         | Марко Кон                                          |
| Иверко      | Џејсон Марин            | Богдан Вујић                                       |
| Краљ Тритон | Кенет Марс              | Никола Шурбановић                                  |
| Трча        | Бади Хакет              | Небојша Миловановић                                |
| Гримсби     | Бен Рајт                | Арсеније Тубић                                     |
| Флотсам     | Пади Едвардс            |                                                    |
| Џетсам      | Пади Едвардс            |                                                    |
| Ванеса      | Џоди Бенсон             | Ирина Арсенијевић                                  |
| Карлота     | Еди Мекларг             | Маријана Живановић Чубрило                         |
| Атина       | Керолајн Васисек        | Ивана Кнежевић                                     |
| Алана       | Кими Робертсон          | Јелена Пајић                                       |
| Аквата      | Керолајн Васисек        | Андријана Оливерић                                 |
| Ариста      | Кими Робертсон          | Христина Татић                                     |
| Адела       | Кими Робертсон          | Јелена Ђурић                                       |
| Андрина     | Кими Робертсон          | Ивона Рамбосек                                     |
| Харолд      | Вил Рајан               | Дубравко Јовановић                                 |
| Макс        | Франк Велкер            |                                                    |
| Луис        | Рене Обержонуа          | Драган Вујић                                       |

## Наслеђе
Мала сирена, која је била прва Дизнијева анимирана бајка од Успаване лепотице (1959),  је важан филм у историји анимације из више разлога. Био је кључан у поновном успостављању дугометражне анимације као профитабилног подухвата за компанију Волт Дизни, као тема компаније. Дугометражна анимација Волта Дизнија додатно је проширена као резултат Мале сирене и све успешнијих наставака – Лепотица и звер (1991), Аладин (1992) и Краљ лавова (1994).